# Småsnärjmåra
Småsnärjmåra (Galium spurium) är en växtart i familjen måreväxter. 
Småsnärjmåra var tidigare ett vanligt ogräs på sandiga eller myrjordsrika åkrar, främst i bestånd av korn, vete, havre, raps, råg, betor och morötter. Förbättrade ogräsrensningsmetoder har sedan slutet av 1800-talet betydligt minskat artens förekomst.
Linmåra (Galium spurium ssp spurium) är en underart särskilt anpassad för att följa med utsädet på linåkrar. Renare utsäde har drastiskt minskat dess förekomst, den observerades senast 1910 på Gotland. Sedan 2015 klassas linmåra som nationellt utdöd i Sverige.